# Храм Усіх Святих Чернігівських
Храм Усіх Святих Чернігівських — чинна церква Чернігівської єпархії УПЦ у місті Чернігові.

## Розташування
Церква розташована у житловому масиві вулиці Рокоссовського біля ринку «Нива», на площі Героїв Сталінграда. Будівництво розпочато з кінця 2000 року. Станом на 2011 рік — майже завершено.

## Передісторія
До появи цього комплексу існувало кілька проектів забудови цієї площі. На ній планували розмістити і
будинок культури радіозаводу, і парк відпочинку, і торговий центр. Але кінець кінцем було вирішено побудувати величний храм.
І справді, кращого місця для храму не знайти: величезний спальний район, де живе мало не пів Чернігова, до цього не мав свого храму, а відповідно і храмового свята. Священний Синод УПЦ-МП улітку 2001 року ухвалив рішення про святкування Дня Всіх Чернігівських Святих.
Він припадає на першу суботу після свята першоверховних апостолів Петра і Павла, тобто на першу суботу після 12 липня. Таке рішення було невипадковим, адже чернігівська земля дала православному світові чи не найбільше українських святих — 26.
Усім відомі славні імена князя Ігоря, мучеників за віру князя Михайла і боярина Федора, преподобного Антонія Печерського — засновника Києво-Печерської лаври, просвітителів Данила Туптала і Івана Максимовича — засновника Чернігівського колегіуму, митрополита Тобольського і багатьох інших. Тому не випадково саме в Чернігові започатковане зведення чи не найбільшого храму комплексу Усіх Чернігівських Святих.

## Будівництво
Спроектував храм чернігівський архітектор Віктор Матвійович Устінов за участю Тамари Овсянникової, керівника фірми «Зодчий». Але настоятель храму протоієрей о. Петро Казновецький уніс суттєві зміни і корективи до проекту. Автор прагнув, за його ж словами, щоб були правильні пропорції храму, щоб він виглядав легким і привабливим. Храм двоповерховий, довжина і ширина його — по 30 метрів, висота — 52 м. Уже до кінця 2000 р. було закладено фундамент майбутньої споруди, а з 2001 р. почалося зведення стін. На кладку стін пішло 1,5 млн шт. цегли. Нижній поверх освячений на честь новомучеників сповідників Землі Руської, що потерпіли за віру, за православну церкву під час тотальних репресій першої половини XX ст. Церемонію освячення очолив Митрополит Київський і Всія України, предстоятель Української Православної церкви (Московського патріархату) Блаженнійший отець Володимир. Верхній поверх освячено на честь Всіх Святих Чернігівських.
Попри те, що храм стоїть у низині, його золоті куполи видно навіть з проспекту Перемоги в районі Центрального ринку.

## Архітектура
Храм п'ятикупольний, двоповерховий. В ньому чітко простежується традиційна вертикальність об'ємів: від першого поверху погляд плавно переходить до двоповерхових бічних прибудов, потім до південного і північного тамбурів, далі підхоплюється вертикальністю 4-х малих куполів і центрального великого купола. Цей виразний композиційний прийом був розповсюджений у дерев'яному і кам'яному зодчестві з давньоруських часів. Вертикальність підкреслюють і вузькі високі вікна. Фасади прикрашають кутові пілястри з капітелями, а також багатопрофільний карниз складної форми. Барабан центрального купола прикрашений ще аркатурним поясом. До центрального західного входу на другому поверсі ведуть парадні сходи.
Центральний західний фасад прикрашений унікальним вітражем, якому немає аналогів.
Площа вітража 70 кв. метрів, висота — 12 м, ширина — 6 м. На двосторонньому вітражі розміщена величезна ікона «Воскресіння Христово», на якій зображений Ісус Христос на повний зріст. Вітраж справляє надзвичайне, незабутнє враження, особливо всередині храму, хоча він добре проглядається і з вулиці. Для створення такого ефекту використано спеціальне скло, яке виготовлялося за сучасними технологіями. Підсвітка вітража в нічний час надасть храму особливої величі і краси.
До храму прибудовуються два великих напівкруглих крила з аркадою, де будуть працювати недільна школа для дорослих і дітей, бібліотека духовної літератури, спеціальні майстерні: іконопису, різьблення по дереву, художньої вишивки, церковного хорового співу, а також спортивно-оздоровчий центр для дітей та молоді.
Ліве крило буде закінчуватися дзвіницею, а праве — требною церквою на честь Св. Георгія. У цій церкві будуть проходити вінчання, хрещення, відспівування, тобто служби, які проводяться кожного дня.